# Vetenskapsåret 1826

## Händelser
- 1 april - Samuel Morey patenterar en typ av förbränningsmotor.
- Antoine-Jérôme Balard isolerar brom.
- Nicéphore Niépce framställer det första fotografiet.
- Zoological Society of London grundas av Thomas Stamford Raffles.
- Journal für die reine und angewandte Mathematik grundas av August Leopold Crelle.

## Pristagare
- Copleymedaljen: James South, brittisk astronom

## Födda
- 13 juli – Stanislao Cannizzaro (död 1910), italiensk kemist.
- 17 september – Bernhard Riemann (död 1866), tysk matematiker.

## Avlidna
- 7 juni – Joseph von Fraunhofer (född 1787), tysk fysiker och instrumentmakare.
- 22 juli – Giuseppe Piazzi (född 1746), italiensk astronom.
- 23 november – Johann Elert Bode (född 1747), tysk astronom.